# American-Eagle

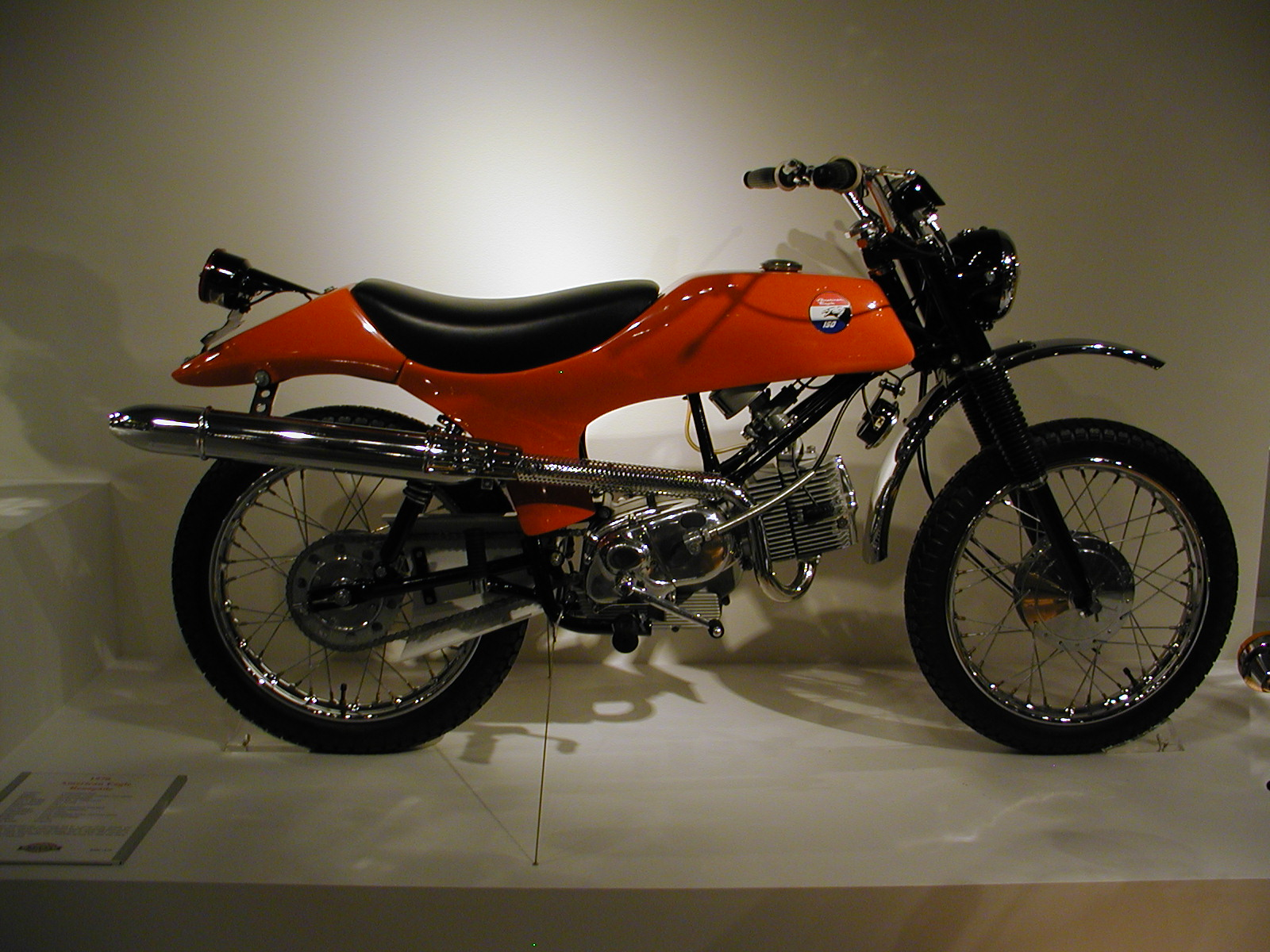
American Eagle 150 Renegade uit 1970

American-Eagle is een historisch Amerikaans motorfietsmerk.
American-Eagle was in 1966 opgericht door Jack McCormack, gevestigd in Santa Ana (Californië) en was de Amerikaanse importeur van de merken Triumph, Honda en Suzuki. Vanaf 1966 ging men onder eigen merknaam een aantal licht verbouwde Kawasaki's, Laverda's en Sprites op de markt brengen. 
In de Verenigde Staten werden vrijwel uitsluitend zware motorfietsen geproduceerd, voor de lichtere modellen was men afhankelijk van import. Toch was het vaak interessant deze buitenlandse motorfietsen van een "Amerikaanse" naam te voorzien, omdat de Amerikanen daar meer vertrouwen in hadden. Het ooit zo grote merk Indian leverde bijvoorbeeld Britse motorfietsen van Associated Motor Cycles (Matchless en AJS) onder eigen naam. De American-Eagle 150 Renegade was feitelijk een opgeboorde Laverda 125 Trail, een offroadmotor met een stoterstangen viertaktmotor met een bijna liggende cilinder. De Kawasaki machines werden ook als "Kawasaki" Eagle Renegade verkocht, maar de Kawasaki A7 Avenger 350 heette "American-Eagle 350 Cheeta" en de Laverda 750 SF werd "American-Eagle 750 OHC SS".  Ook de Sprites waren lichte terreinmotoren, maar die hadden tweetaktmotoren. 
Dergelijke vormen van badge-engineering duurden vaak maar kort, omdat de importeurs van de officiële merken zich ertegen verzetten, voor zover ze er niet zelf bij betrokken waren. Voor American-Eagle eindigde het in 1971.